# Омельянович Марія Юріївна
Омельянович Марія Юріївна (Данилюк) (нар. 21 вересня 1960) — українська спортсменка, академічна веслувальниця, триразова срібна призерка чемпіонатів світу з академічного веслування у класі четвірка парна.

## Життєпис
Данилюк Марія народилася 21 вересня 1960 року в Витилівка, Кіцманського району, Чернівецької області. Після закінчення 8 класів місцевої школи навчалась у Чернівецькому трикотажному училищі, а потім Київському державному інституті фізичної культури і спорту. Ще за часів перебування в школі на вимогу лікарів була звільнена від уроків фізкультури. Проте, будучі вже Києві в 1978 році її фізичні дані (зріст Марії сягає 1 м 89 см) помітив тренер з академічного веслування Володимир Подчерняєв, який й запросив її до своєї групи. Пізніше тренувалася під керівництвом заслуженого тренера СРСР Ігоря Гринька. На перших же виїзних змаганнях виборола одиночну бронзову нагороду на першості Збройних сил СРСР у Ростові-на-Дону. У двадцятирічному віці виграла престижну Московську міжнародну регату, за що отримала квартиру в Києві. Тоді ж виконала норматив майстра спорту міжнародного класу. Тренувалася на базі клубу Спартак у Києві. Взяла шлюб з веслувальником, заслуженим майстром спорту, срібним призером Олімпіади 1988 року — Омелянович Віктором Івановичем.
Свою першу медаль на чемпіонаті світу Омельянович отримала під час змагань, що проходили в югославському місті Блед в 1989 році. 9 вересня на території Бледського озера радянська четвірка фінішувала другою з результатом 06:22.390 та отримала срібні нагороди змагань. Першість дісталась суперницям з Німецької Демократичної Республіки (06:16.620 — 1 місце), а бронзові нагороди спортсменкам з Болгарії (06:23.630 — 3 місце).